# Toporzyk (powiat świdwiński)
Toporzyk (niem. Bramstädt) – wieś w Polsce położona w województwie zachodniopomorskim, w powiecie świdwińskim, w gminie Połczyn-Zdrój. W 2011 roku liczba mieszkańców we wsi Toporzyk wynosiła 771.

## Zabytki
W miejscowości znajduje się neogotycki, kamienny kościół Wniebowzięcia NMP z 1860, który 3 stycznia 1946 został konsekrowany jako katolicki, a 20 września 1984 został wpisany do rejestru zabytków pod numerem 1183. Przy kościele kamienny pomnik poświęcony mieszkańcom wsi poległym w I wojnie światowej, przedstawiający żołnierza w pełnym rynsztunku.
Nieopodal wsi położony jest cmentarz z zachowanymi nagrobkami. 

## Osoby
Ze wsią związana jest postać hetmana Stefana Czarnieckiego, którego oddziały wielokrotnie kwaterowały pod Toporzykiem, skąd urządzały pogonie za wojskami szwedzkimi podczas potopu, wkraczając niejednokrotnie głęboko w Pomorze Zachodnie. 

## Przyroda
Na południowy wschód od wsi zlokalizowany jest rezerwat przyrody Torfowisko Toporzyk.

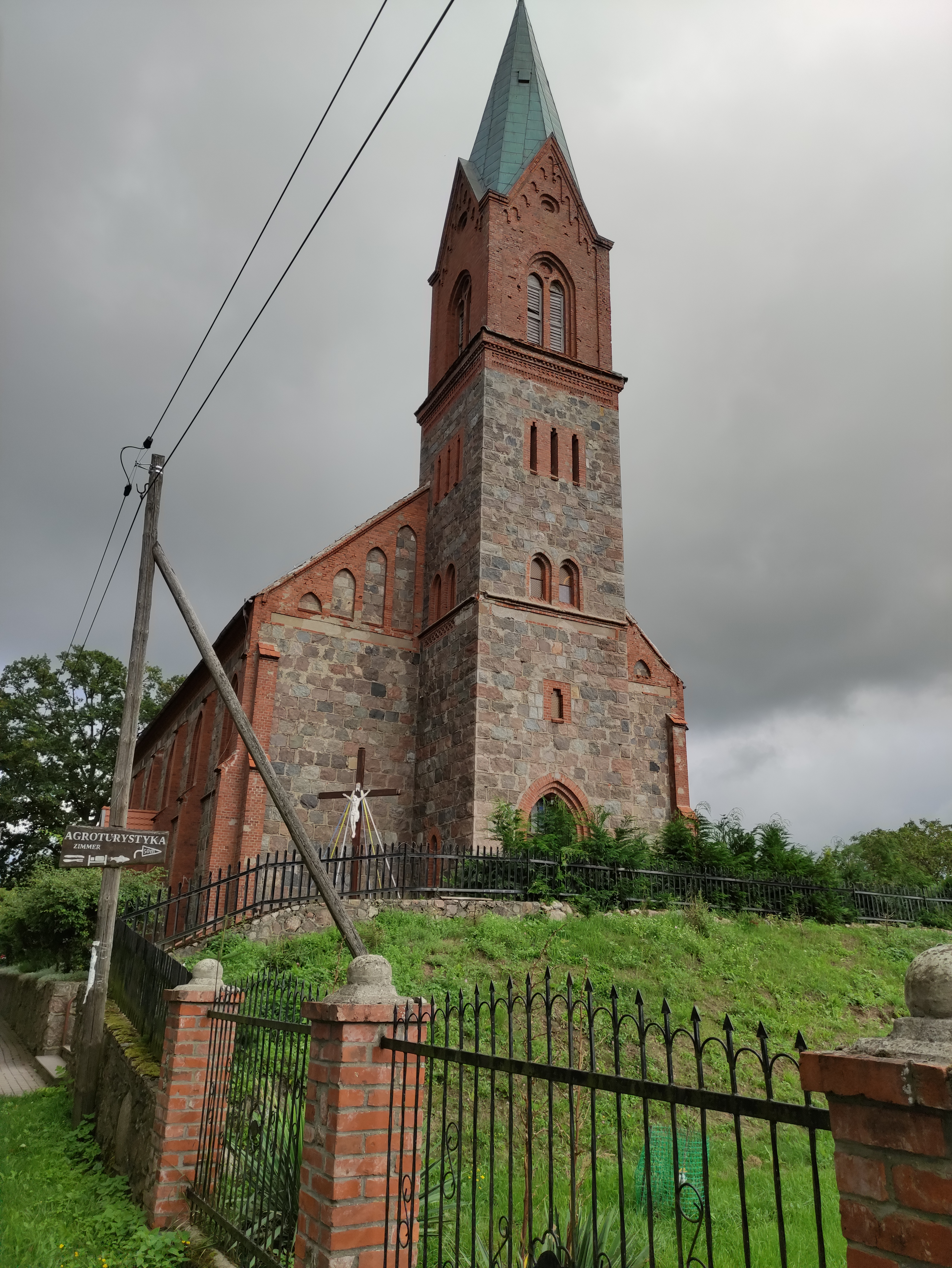
Zabytkowy kościół parafialny
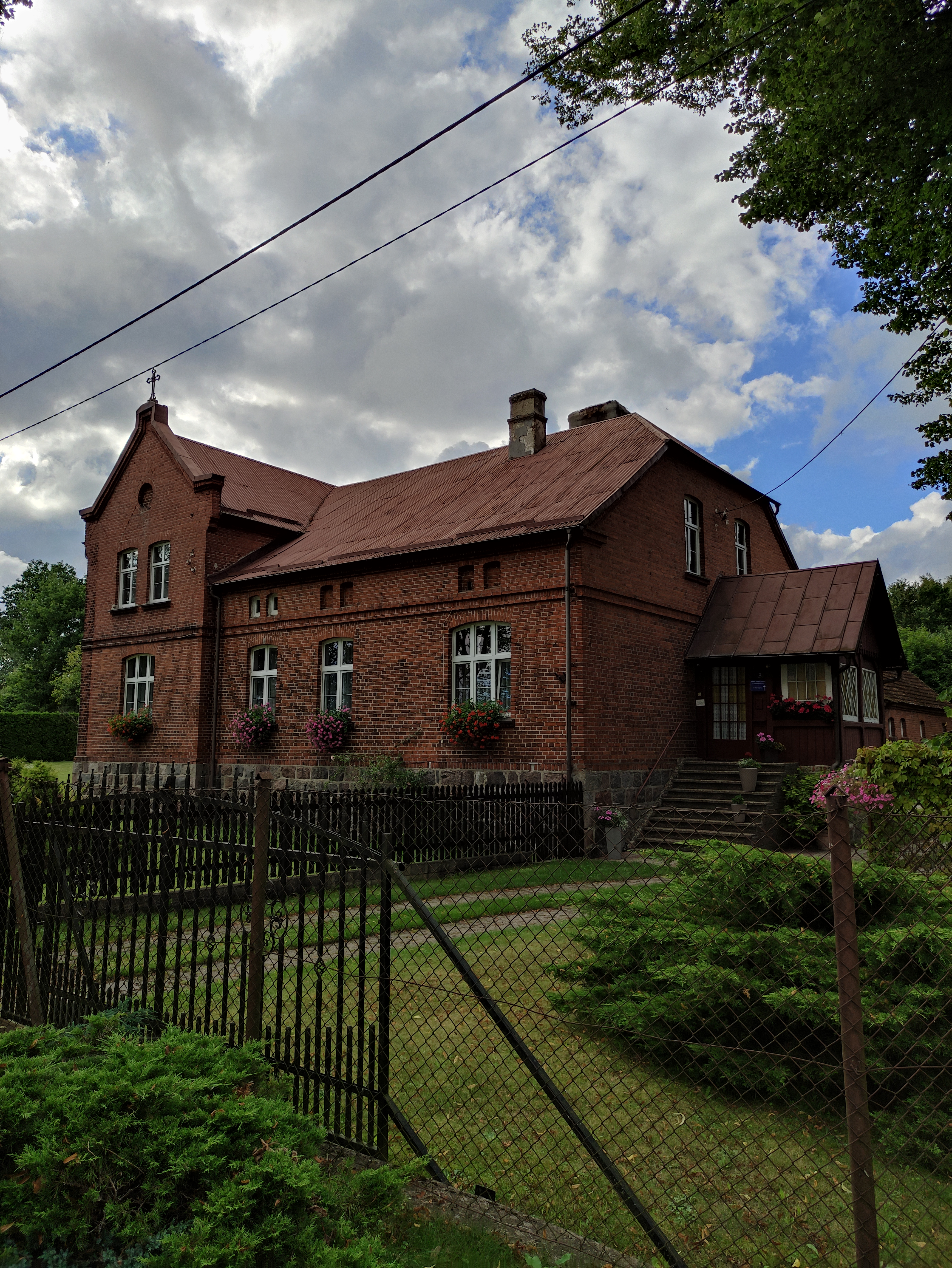
Plebania
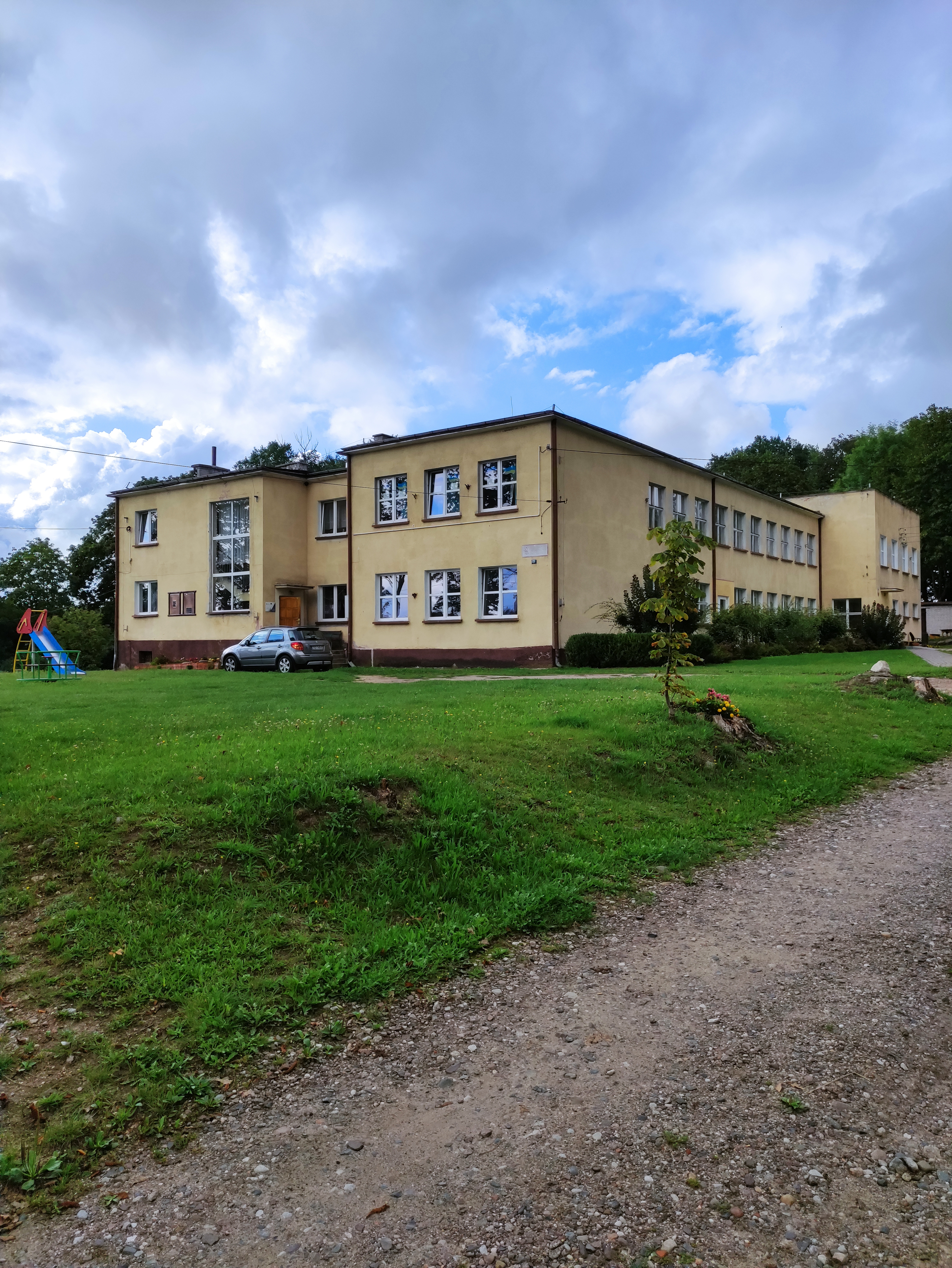
Szkoła podstawowa